# زانکت آگیدی
زانکت آگیدی (به آلمانی: Sankt Aegidi) یک منطقهٔ مسکونی در اتریش است که در ناحیه شاردینگ واقع شده‌است. زانکت آگیدی ۲۹ کیلومتر مربع مساحت دارد ۵۹۹ متر بالاتر از سطح دریا واقع شده‌است.